# Genypterus
Genre
Genypterus est un genre de poissons de la famille des Ophidiidae.

## Liste d'espèces
Selon FishBase & WRMS:
- Genypterus blacodes (Forster, 1801) - Lingue, Abadèche rose, Abadèche rosée
- Genypterus brasiliensis Regan, 1903
- Genypterus capensis (Smith, 1847) - Abadèche du Cap, Abadèche royale du Cap
- Genypterus chilensis (Guichenot, 1848) - Abadèche rouge
- Genypterus maculatus (Tschudi, 1846) - Abadèche noire
- Genypterus tigerinus Klunzinger, 1872

Selon ITIS :
- Genypterus blacodes (Forster in Bloch & Schneider, 1801)
- Genypterus capensis (Smith, 1847)
- Genypterus chilensis (Guichenot, 1848)
- Genypterus maculatus (Tschudi, 1846)
- Genypterus tigerinus Klunzinger, 1872